# Edith Dircksey Cowan Memorial

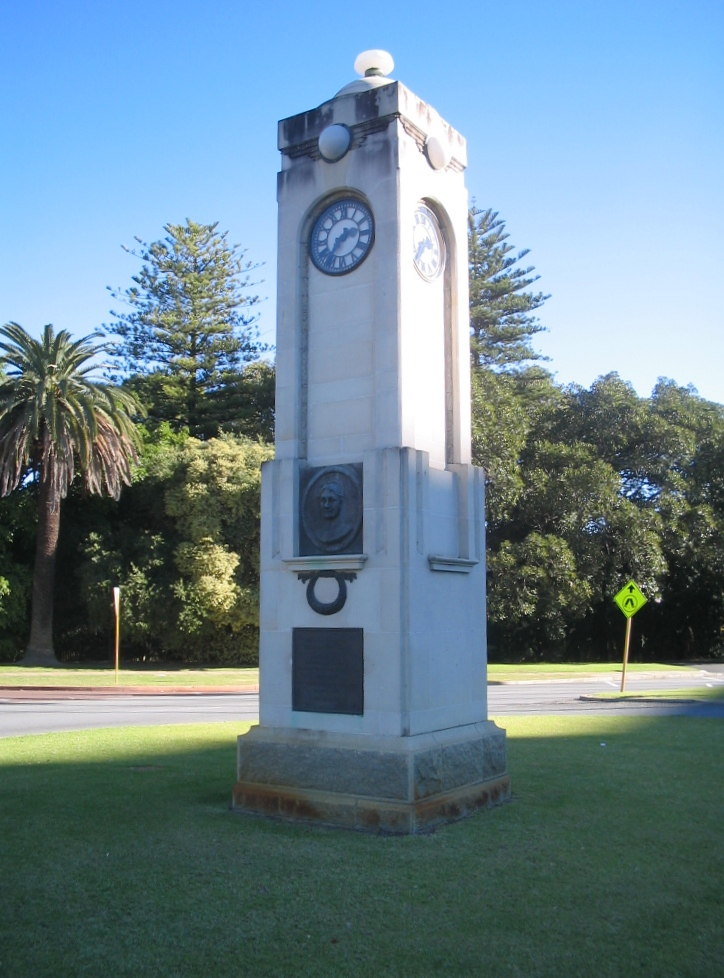
Edith Dircksey Cowan Memorial im Kings Park von Perth

Das Edith Dircksey Cowan Memorial (früher Edith Cowan Clock Memorial genannt) befindet sich am Eingang des Kings Park in Perth in Western Australia.
Mit diesem Denkmal wird an Edith Cowan (1861–1932) erinnert, die die erste Frau in Australien war, die im Jahr 1921 in ein Parlament gewählt wurde.
Edith Cowan war eine Sozialreformerin, Kinder- und Frauenrechtlerin. Obwohl sie lediglich eine Wahlperiode im Parlament Mitglied war und nicht wiedergewählt wurde, konnte sie einiges für die sozialen Rechte für Frauen und Kinder bewegen und wurde dadurch eine Person, die in Australien überaus bekannt wurde.
Das Denkmal besteht aus einem regionalen Kalkstein und ist etwa 6 Meter hoch. Es ist im Stil des Art déco als Uhrturm errichtet, zeigt eine Bronzeplakette mit dem Porträt von Edith Cowan, eine weitere Plakette mit Text und auf jeder Turmseite eine Uhr. Es ist das erste Denkmal, das in Australien für eine weibliche Person der Zivilgesellschaft errichtet wurde.
Eingeweiht wurde das Denkmal von Lieutenant governor James Mitchell am 9. Juni 1934, als sich der Todestag von Edith Cowan zum zweiten Mal jährte.

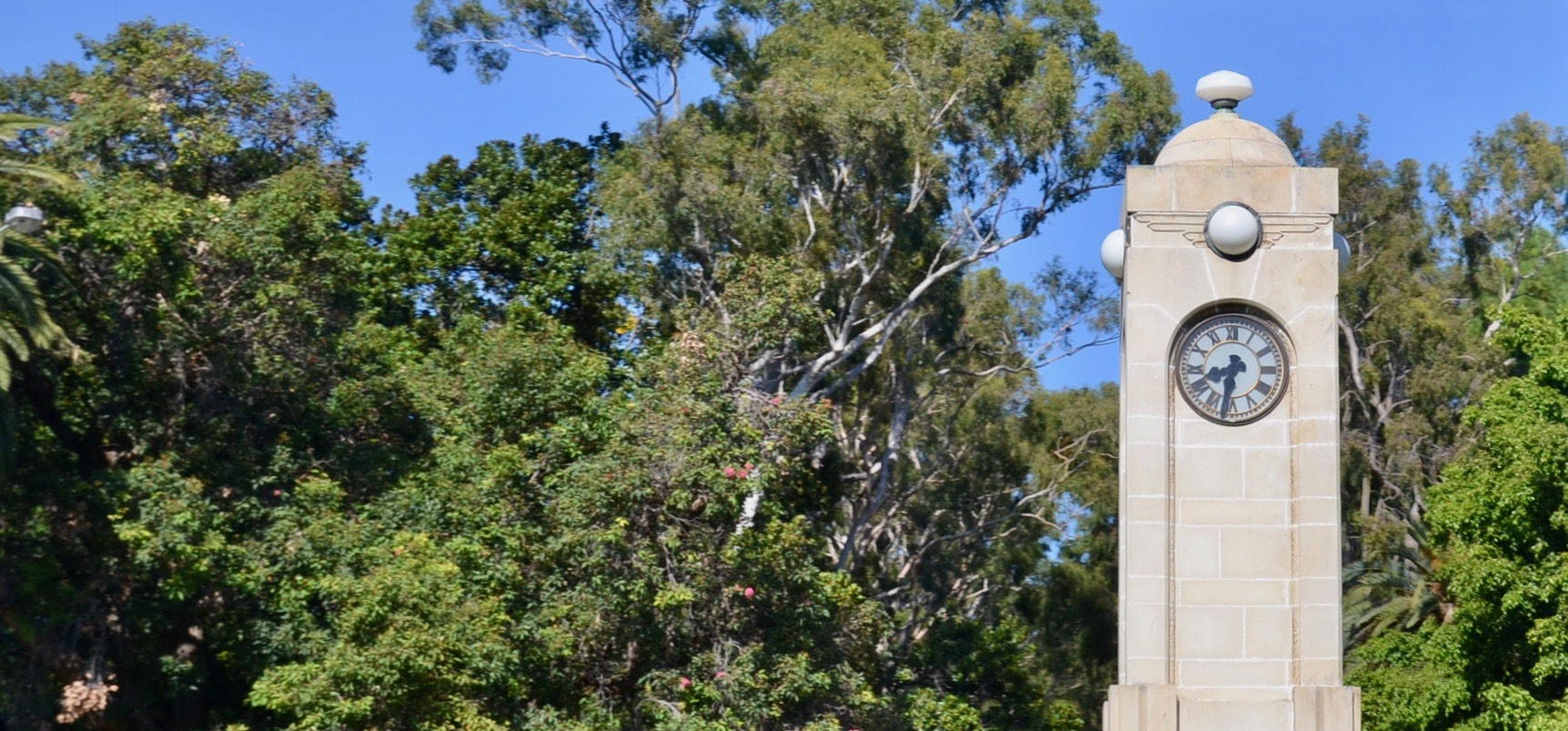
Parklandschaft mit Turm
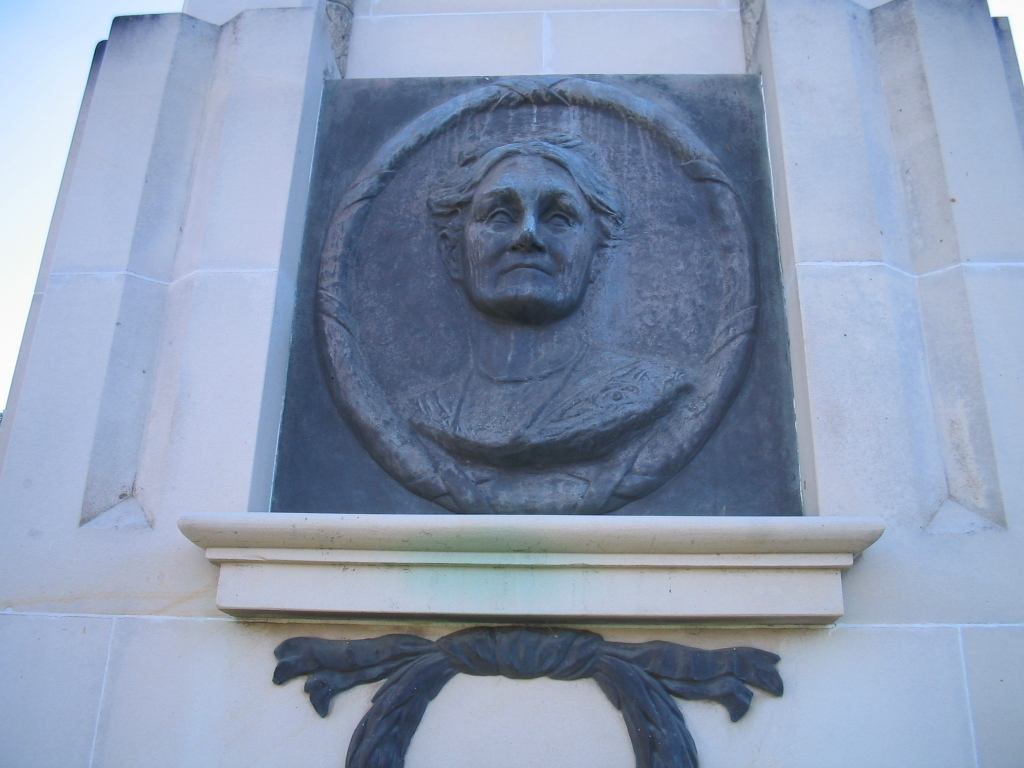
Bronzeplakette mit Porträt
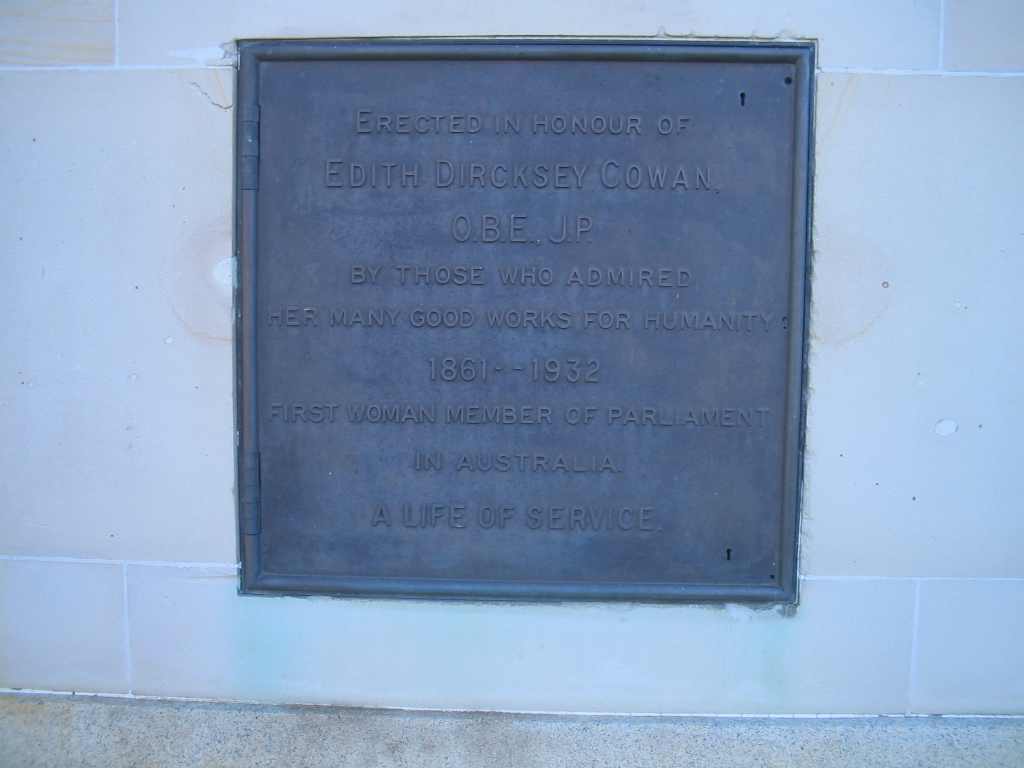
Bronzeplakette mit Text